# Рольхейсер, Бенхамин
Бенхамин Рольхейсер (исп. Benjamín Rollheiser; род. 24 марта 2000, Коронель-Суарес, Буэнос-Айрес) — аргентинский футболист, вингер клуба «Бенфика».

## Клубная карьера
Рольхейсер — воспитанник клубов «Эстудиантес», «Депортиво Сармиенто» и «Ривер Плейт». 28 июля 2019 года в матче против «Архентинос Хуниорс» он дебютировал в аргентинской Примере в составе последних. В 2021 году в поединке Торнео де Кампионес против «Колона» Бенхамин забил свой первый гол за «Ривер Плейт». В составе клуба игрок стал чемпионом, обладателем Кубка Аргентины и финалистом Кубка Либертадорес. В 2022 году Рольхейсер вернулся в «Эстудиантес». 4 июля в матче против «Арсенала» из Саранди он дебютировал за новую команду. 21 июля в поединке против «Барракас Сентраль» Бенхамин забил свой первый гол за «Эстудиантес». В 2023 году в розыгрыше Южноамериканского кубка игрок забил шесть голов в ворота боливийского «Ориенте Петролеро», гуаякильской «Барселоны», бразильских «Ред Булл Брагантино» и «Гояса».  

## Международная карьера
В 2017 году Рольхейсер в составе юношеской сборной Аргентины принял участие в юношеском чемпионате Южной Америки в Чили. На турнире он сыграл в матчах против команд Венесуэлы, Перу и Бразилии.

## Достижения
Клубные
 «Ривер Плейт»
- Победитель аргентинской Примеры — 2021
- Обладатель Кубка Аргентины — 2019
- Обладатель Суперкубка Аргентины — 2018/2019
- Финалист Кубка Либертадорес — 2019